# Libethenita
La libethenita és un mineral de la classe dels fosfats. Va ser anomenada així per August Breithaupt per la localitat de Ľubietová (Libethen en alemany), Eslovàquia, on va ser descoberta l'any 1823. Pertany al grup olivenita de minerals.

## Característiques
Químicament és un fosfat hidroxilat de coure. A més dels elements de la seva fórmula, Cu₂(PO₄)(OH), sol portar com a impureses arsènic. Cristal·litza en el sistema ortoròmbic formant cristalls prismàtics curts o lleugerament allargats, amb terminacions en falca; també pot tenir cristalls de simetria arrodonida, verticalment estriats en paral·lel a la direcció més llarga. A vegades en exemplars amb llustre vitri s'observen llustre grassos en la superfície de la fractura. És comú que entapissi cavitats en forma de drusa, o que formi esferulites radiades en hàbit fibrós.
Forma una sèrie de solució sòlida amb l'olivenita, on la substitució del fòsfor per arsènic dona tots els exemplars de la sèrie. El grup de la olivenita al qual pertany està format per tots els fosfats i arsenats hidroxilats d'un metall simple. És un mineral polimorf de la paradamita i la tarbuttita, i és isostructural amb l'adamita i l'eveita.
Segons la classificació de Nickel-Strunz, la libethenita pertany a «08.BA: Fosfats, etc. amb anions addicionals, sense H₂O, només amb cations de mida mitjana, (OH, etc.):RO₄ sobre 1:1» juntament amb els següents minerals: ambligonita, montebrasita, tavorita, triplita, zwieselita, sarkinita, triploidita, wagnerita, wolfeïta, stanĕkita, joosteïta, hidroxilwagnerita, arsenowagnerita, holtedahlita, satterlyita, althausita, adamita, eveïta, olivenita, zincolibethenita, zincolivenita, auriacusita, paradamita, tarbuttita, barbosalita, hentschelita, latzulita, scorzalita, wilhelmkleinita, trol·leïta, namibita, fosfoel·lenbergerita, urusovita, theoparacelsita, turanita, stoiberita, fingerita, averievita, lipscombita, richel·lita i zinclipscombita.

## Formació i jaciments
Apareix com a fosfat de coure secundari a la zona d'oxidació de jaciments miners d'altres minerals de coure. El fosfat es forma sovint derivat a partir d'apatita o d'altres roques fosfatades exposades a la intempèrie, com ara la monacita o la xenotima. Sol trobar-se associada a altres minerals com: piromorfita, pseudomalaquita, malaquita, limonita, atzurita, atacamita, crisocol·la i òxids de ferro.
Als territoris de parla catalana ha estat descrita a Cal Gairal, a Gavà (Baix Llobregat, Barcelona), a la pedrera del turó de Montcada (Montcada i Reixac, Barcelona), a la mina «de la Turquesa», a Cornudella de Montsant (Priorat, Tarragona), a la prospecció San José (Xóvar, Castelló) i a la mina La Murta (La Vall d'Uixó, Castelló).

## Varietats
- La libethenita zíncica és una varietat que conté zinc, amb fórmula (Cu,Zn)₂(PO₄)(OH), trobada a Nova Gal·les del Sud (Austràlia) i a Kabwe (Zàmbia).[8]
- La pseudolibethenita és una varietat que conté més aigua, amb fórmula Cu₂PO₄OH·0,5H₂O.[9]